# Visserij (Gent)

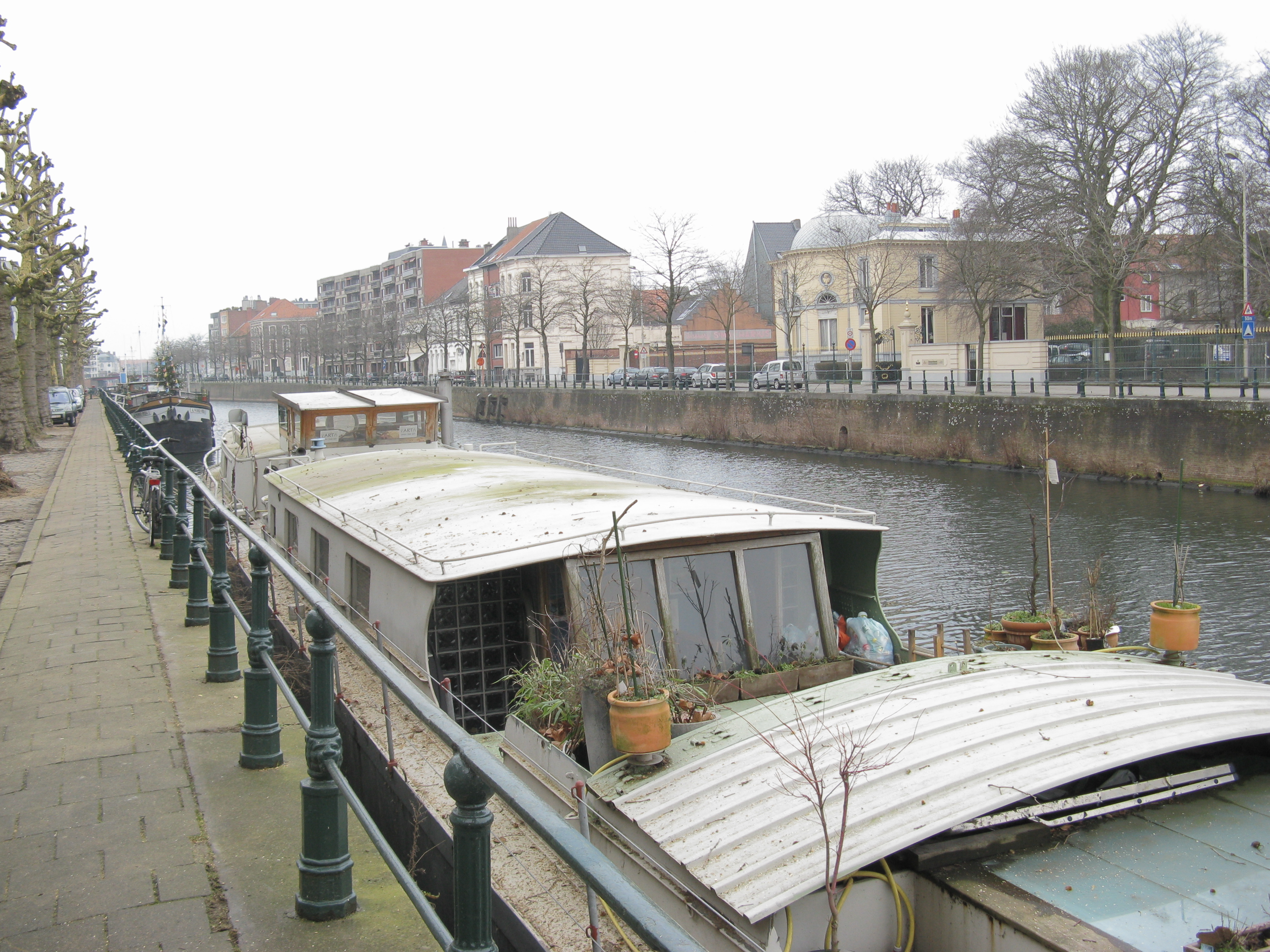
Woonboten op de Visserij

De Visserijvaart of Visserij (vroeger Vissenrei of Rommelwater genoemd) en de Achtervisserij zijn twee parallelle waterlopen in Gent, respectievelijk een kanaal en een rechtgetrokken Scheldetak. Samen vormen ze een deel van de Scheldetak die historisch door het centrum van Gent stroomt, de Nederschelde, elders in Gent ook Muinkschelde genoemd.
Voor 1752 kronkelde de Nederschelde hier, ten westen van Heirnis en van het toenmalige Spaans Kasteel (gebouwd onder Keizer Karel).
Om de Schelde bereikbaarder te maken groef men in 1752 een nieuw kanaal, Rommelwater of Visserijvaart genoemd, ten oosten van de in 1751 rechtgetrokken Nederschelde. Deze laatste diende voortaan als afwateringskanaal, en heet nu de Achtervisserij, met een wandelpad naast.
De oostelijke tak, Visserij(vaart) of Rommelwater, was een industriekanaal met scheepvaart. De naam Visserij werd aanvankelijk gebruikt voor de kaaien aan beide zijden van dit kanaal, maar de oostelijke heet tegenwoordig Ferdinand Lousbergkaai. Op het Visserij-eiland dat tussen beide waterlopen ontstaan was, werden heel wat water- en windmolens gebouwd die gebruik maakten van het waterverval tussen beide waterlopen, onder andere voor papierproductie.

## Visserij (straat)
Visserij is ook de naam van de straat op het langgerekte schiereiland tussen de parallelle waterlopen Visserij(vaart) en Achtervisserij. Deze straat maakt deel uit van een van de Gentse fietsassen na de bouw van de fietsbrug tussen de Visserij en het Keizerpark. Door het smalle profiel van deze eenrichtingsstraat werd hier de eerste fietsstraat in België ingevoerd, waar gemotoriseerde voertuigen dus geen fietsers mogen inhalen.